# دعم التواصل في مجال التعليم

 مركز دعم التواصل في مجال التعليم (Aiding Communication in Education) هو مركز مختص في المساعدة في مجال تعليم الأطفال ذوي الإعاقات البالغة. وهذان المركزان في بريطانيا العظمى.

## لمحة موجزة
تقدم مراكز دعم التواصل في مجال التعليم مساعدة مركزية ومتعددة التخصصات ومستقلة للأطفال ذوي الإعاقات البالغة وتقدم لذويهم والمتعهدين برعايتهم المشورة والتدريب، هؤلاء الأطفال الذين هم في حاجة إلى مساعدات التواصل بما يمكنهم من التواصل مع الآخرين والتعلم.
ولتحقيق هذه الغاية، تؤدي هذه المراكز دورًا مؤثرًا في عملية تطوير منتجات جديدة تلبي احتياجات الأطفال والشباب الذين يحتاجون إلى التكنولوجيا المساعدة من أجل التواصل والتعلم. تحاول هذه المراكز التأثير على صانعي السياسات والمنظمات الممولة فيما يختص بأهمية وضع سياسات ومعايير شاملة للأطفال والشباب الذين يعانون من صعوبات في التواصل بما يؤهلهم من تحسين جودة حياتهم من خلال الحصول على التعليم.
وإن هذه المراكز تعمل بمبدأ الشراكات التي تستند إلى البحث والتطوير مع موردي وصانعي المعدات والبرمجيات مع التركيز على الأطفال والشباب ودعم حصولهم على التعليم.
وتتمركز مراكز دعم التواصل في مجال التعليم في أكسفورد وأولدهام، وتقدم خدمات التقييم في إنجلترا وويلزوإن هذه المراكز مستقلة وغير هادفة للربح وتعنى بالمساعدات الخيرية.
وتوظف هذه المراكز معلمين مؤهلين وذوي خبرة ومختصين في علم الكلام واللغة، ومختصين في العلاج الوظيفي ومختصين في مجال التكنولوجيا المساعدة.
وتشرك هذه المراكز الطفل وأسرته والمعالجين المحليين ومقدمي الرعاية وهيئة التدريس في عملية المساعدة وتوفر منصة لهؤلاء الأفراد للاجتماع ومناقشة القضايا التي تخص رفاهية الطفل بطريقة مباشرة في ملتقى هادئ فضلاً عن كونه يسلط الضوء على هذه الموضوعات.
ويشارك موظفي هذه المراكز في برامج البحث والتطوير في المملكة المتحدة والاتحاد الأوروبي، لضمان أن التكنولوجيا الجديدة تركز على المستخدم وتضعه صوب عينها. وهذا بدوره يضمن استفادة الموظفين من فرص التطوير المهني المستمر.
وتدير هذه المراكز أماكن للاقتراض مما يعني أن أي طفل بمفرده أو معه ذويه ومقدمي الرعاية يمكنهم تجربة المعدات المتخصصة.
وتوفر هذه المراكز مجموعة شاملة من خيارات التدريب المهني وخدمات المعلومات وفرص التواصل لمقدمي الرعاية وأولياء الأمور لدعمهم وإلهامهم انطلاقًا من حقيقة أن مشاركاتهم تعد عنصرًا أساسيًا في إيجاد نتائج ناجحة للأطفال.

## التأسيس
وقد شيد أول مركز دعم التواصل في مجال التعليم عام 1984 بتمويل من الحكومة البريطانية كجزء من مبادرة جديدة لإدخال تكنولوجيا المعلومات في المدارس في إنجلترا وويلز بعد اختتام مشروع الإلكترونيات الدقيقة. وخلال النسخة الرابعة من مشروع الإلكترونيات الدقيقة تم تشييد مراكز موارد الإلكترونيات الدقيقة (SEMERCs) الخاصة بـالتعليم الخاص في لندن (ريدبريدج) ومانشستر وبريستول ونيوكاسل. وأُنشئ في مانشستر مركز مختص بتطوير البرامج للتعليم الخاص. لأنه كان هناك حاجة ماسة لتوفير مزيد من الدعم المتخصص لهؤلاء الطلاب الذين يعانون من إعاقات جسدية ولغوية بالغة.
وقد طرأت فكرة إنشاء مركز لدعم التواصل في مجال التعليم لأول مرة لتيم ساوثجيت (Tim Southgate) (مدير مدرسة أورميرود الخاصة) وبرو فولر (Prue Fuller) إحدى المدرسات بهذه المدرسة. وقد ألهمهم في هذا البحث الذي أعده باتريك بون (Patrick Poon) على الحاسوب. لذا، كان فريق العمل الأصلي وقت افتتاح المركز في مايو 1984 هم برو فولر (Prue Fuller) (مديرة للمركز) وأندرو ليسلي (Andrew Lysley) (معلم الاحتياجات التعليمية) ودافيد كولفن (David Colven) (مسؤول فني) وبولين باين (Pauline Paine) (المدير العام). وأدارت المركز ماري هوب (Mary Hope) بوحدة دعم الإلكترونيات الدقيقة MESU ليخلفها بعد ذلك تينا ديثيردج (Tina Detheridge) في ويجت سوفت وير (Wigit Software).
وقد كان في الأساس مشروعًا تحت إدارة MESU (وحدة دعم الإلكترونيات الدقيقة) وهي هيئة عامة غير حكومية والتي اندمجت فيما بعد مع CET مركز التكنولوجيا التربوية) لتصبح NCET (المركز الوطني لتكنولوجيا التعليم). ليصبح في نهاية المطاف عام 1998 بيكتا (Becta) (جمعية الاتصال التربوى والتكنولوجيا البريطانية)
وفي عام 1985 افتتح مركزًا آخر في أولدهام بمدرسة بارك دين وكانت تدار من قبل المدرس الأول ريس ويليامز (Rhys Williams) الذي أصبح فيما بعد عميد جامعة هيوارد وروجر باتس (Roger Bates) (حاليًا إنكلوسف تكنولوجي (Inclusive Technology)). وكان أول مدير لمركز أولدهام ستيف برودبنت (Steve Broadbent). وكان المركزان في أولدهام وأكسفورد يقدمان الخدمات لشمال إنجلترا وويلز وجنوبهما على التوالي.

## معلومات تاريخية
الموقع
تمت استضافة مركز دعم التواصل في مجال التعليم في أحد الفصول المنفصلة بمدرسة أورميرود الخاصة التي تقع في هيدينجتون، بأكسفورد. فيما بعد، تم نقله إلى المباني المؤقتة الموجودة بالمكان نفسه، وظل هناك إلى أن تم تشييد المبنى «وودن سبون» (Wooden Spoon) في مركز أمراض العظام في نوفيلد عام 1998. وتم تمويل جزء كبير من مبنى «وودن سبون» الجديد من خلال جمعية وودن سبون افتتحته بشكل رسمي الأميرة آن (Anne, Princess Royal) في أبريل عام 1999. يضم المبنى الجديد مرافق أبنية مخصصة للتقييم والتدريب.
طاقم الموظفين
يحتاج مركز دعم التواصل في مجال التعليم إلى مجموعة من الخبراء الذين يجب أن يكونوا قادرين على تقييم المشاركين معهم ودعمهم. ويضم المركز متخصصين في العلاج الوظيفي ومختصين في علم الكلام واللغة ومعلمين متخصصين في تعليم ذوي الاحتياجات الخاصة، هذا بجانب المتخصصين في التكنولوجيا المساعدة وموظفي الدعم. ومن بين الأعضاء الأوائل في طاقم الموظفين بالمركز كارولين جراي (Caroline Gray) وهي اختصاصية في العلاج الوظيفي وجيلان هازل (Gillian Hazell) (مختصة في التخاطب واللغة) ومارك سافيل (Mark Saville) (المتخصص في إنشاء صفحات الويب والإصدارات).
تقاعدت برو فولر في عام 1999 بعد أن تولت منصب المدير، وقد حصلت لاحقًا على جائزة MBE نظير خدماتها في مجال التواصل المساعد والبديل. تولت برو منصب الرئيس نصف السنوي لـ ISAAC في الفترة ما بين 1998 و2000. وقد أصبحت كارولين جراي مديرة لمركز دعم التواصل في مجال التعليم بعد تقاعد برو إلى أن تقاعدت هي الأخرى في عام 2007. عقب ذلك، أصبح ليز تابر (Liz Tapper) مديرًا مؤقتًا حتى سبتمبر 2008. وتولى الدكتور بين جانوبي (Ben Janubi) هذا المنصب بدءًا من يناير 2009.
مشروع الكاب (CAP Project) إنه عبارة عن مبادرة من الحكومة لتعزيز الدعم والإشراف على وسائل التواصل مع طلاب المدارس. وقد كان مركز دعم التواصل في مجال التعليم واحدًا من الهيئتين اللتين شاركتا في تقييم هذا المشروع. [بحاجة لمصدر] في البداية، كان لدى المركز جدولاً زمنيًا مدته عامين، فضلاً عن ميزانية تصل إلى 10 ملايين جنيه إسترليني. بيد أن هذا المشروع تم مده لعامين آخرين بالاعتماد على أساس التمويل نفسه. في أثناء هذه الفترة، تزايد عدد العاملين بالمركز بشكل ملحوظ، وهذا لتلبية احتياجات التقييم.
المشروعات الأوروبية
للمركز تاريخ طويل من التعاون مع مؤسسة DART  في جوتنبرج، السويد[بحاجة لمصدر]وقد اشتركت معها في عدد من مشروعات البحث على مدار أعوام. ومن ضمنها: : مشروع كومسبيك (Compspec) [بحاجة لمصدر]ومشروع PCAD ومشروع WWAAC (وهو مشروع التواصل العالمي المساعد والبديل)  ومؤخرًا مشروع CoGain (مشروع التواصل من خلال التفاعل اللحظي)  ومشروع ÆGIS 

## تطورات البرنامج
كانت أول التطورات التي طرأت على برنامج مركز دعم التواصل في مجال التعليم إعادة كتابة مسح الجمل وبدء كتابتها من جديد للمشروع ذي الشعبية المتزايدة BBC Micro. لقد كان مسح الجمل عبارة عن برنامج لإنشاء الجمل من خلال المفاتيح أو لوحة المفاتيح ومدعوم من خلال النطق. من الممكن أن تتألف الجمل من مجموعات من الكلمات أو العبارات المحفوظة. أما بدء الكتابة، فكان عبارة عن برنامج يعتمد على الأحرف/لوحة المفاتيح ومدعوم بالنطق ويحتوي على عمليات تهيئة متطورة لدعم المستخدم. وقد ساهم العاملون بالمركز أيضًا في تصميم برامج مثل برنامج «طلب الكتابة» و«المفهوم»، وهي التي أنشئت من خلال مركز برنامج الاحتياجات الخاصة الموجود بمركز SEMERC بمانشستر، والذي يديره ديف كينج (Dave King).
لقد أدى ظهورأجهزة الكمبيوتر IBM إلى ظهور المزيد من برامج الرسومات، وهي التي يجرى تطويرها للمستخدمين؛ مثل «بلوكا» (Plocka) (وهي التي تعني «التقاط» باللغة السويدية). يحتوي برنامج بلوكا على إمكانات تتيح لك إنشاء نماذج تصنيف ومطابقة للمستخدمين، ويحتوي على مكتبة للرسومات.
- إن AccessMaths عبارة عن برنامج تم تطويره من أجل الطلاب الذين يحتاجون لإنشاء الرسومات الهندسية ولكن لا يمكنهم التعامل مع الماوس. يمكن للمستخدمين هنا أن يستخدموا لوحة مفاتيح الكمبيوتر المحمول فحسب من أجل إنشاء التصميمات والرسومات الحسابية الدقيقة والمفصلة. يمكن للمستخدمين أيضًا التعامل مع البرنامج من خلال برامج مثل The Grid 2 وSAW (انظر أدناه). لقد طُور هذا البرنامج في الأساس على أجهزة الكمبيوتر BBC Master، ولكن أُنشئت نسخ لاحقة منه كي تستخدم على Windows 3 وما تلاه. والإصدار الحالي المتاح منه هو 4، وهو المتاح باللغة الإنجليزية والسويدية والفرنسية. ويعد Number Navigator برنامجًا حسابيًا يمكن الطلاب من حساب «الإجماليات» داخل شبكة منسقة.
- برنامج SAW (إمكانية الوصول الخاصة لويندوز Special Access to Windows): عبارة عن برنامج أُنشئ من إحدى المنح المقدمة من وزارة التجارة والصناعة] لتمكين المستخدمين من التعامل مع المعادلات الحسابية على الشاشة. وسرعان ما أُدرك أن إنشاء لوحة مفاتيح مبرمجة على الشاشة من أجل نظام ويندوز (الإصدار رقم 3 في هذا الوقت)، وهي التي تقدم جميع المهام التي يأملون في إنشائها – وغيرها الكثير – يمكن تحقيقه من خلال استخدام برامج أخرى مثل MathType. إن لوحات المفاتيح المبرمجة التي تعمل على الشاشة (مجموعات الاختيار) أصبحت متاحة الآن للاستخدام في عدد من التطبيقات المختلفة. وقد أصبح برنامج SAW 5 الآن عبارة عن برنامج مفتوح المصدر ومتاح على موقع Oatsoft .
- برنامج Hotspots: إن هذا البرنامج يحتوي على سمات استخدام مماثلة لتلك الموجودة ببرنامج SAW، ولكنه مصمم الإشارة والنقر. وإضافة إلى مسح المناطق المحددة من قبل المستخدم على الشاشة، فإن بإمكانه التعليق عليها من خلال الأصوات والصور والنصوص. ومن السهل أن تجعل عملية استبدال البرنامج سهلة وبسيطة.

## المنشورات
نشر مركز دعم التواصل في مجال التعليم عددًا من النشرات والأدلة والمستندات «الإرشادية» على مر الأعوام، هذا إضافة إلى المقالات التي ساهم بها في المؤتمرات وصحف مراجعة الأقران. وتقدم الأعمال من خلال المنتدى الرئيسي بشكل متزايد على موقع الويب، بيد أن المركز يقدم أيضًا أوراقًا بشكل منتظم في مؤتمر ISAAC وفي «أمور التواصل Communication Matters» والمؤتمر السنوي لفرع المملكة المتحدة.

## التسجيلات
يقول موقع الويب الخاص بمركز أكسفورد أنه مملوك من قبل الهيئة الاستشارية لمركز دعم التواصل في مجال التعليم، مؤسسة خيرية رقم 1040868، الشركة المسجلة رقم 2961300.
يقول موقع الويب الخاص بمركز دعم التواصل في مجال التعليم في الشمال أنه مؤسسة خيرية مسجلة ورقمها هو 1089313.